# Karl-Heinz Kube

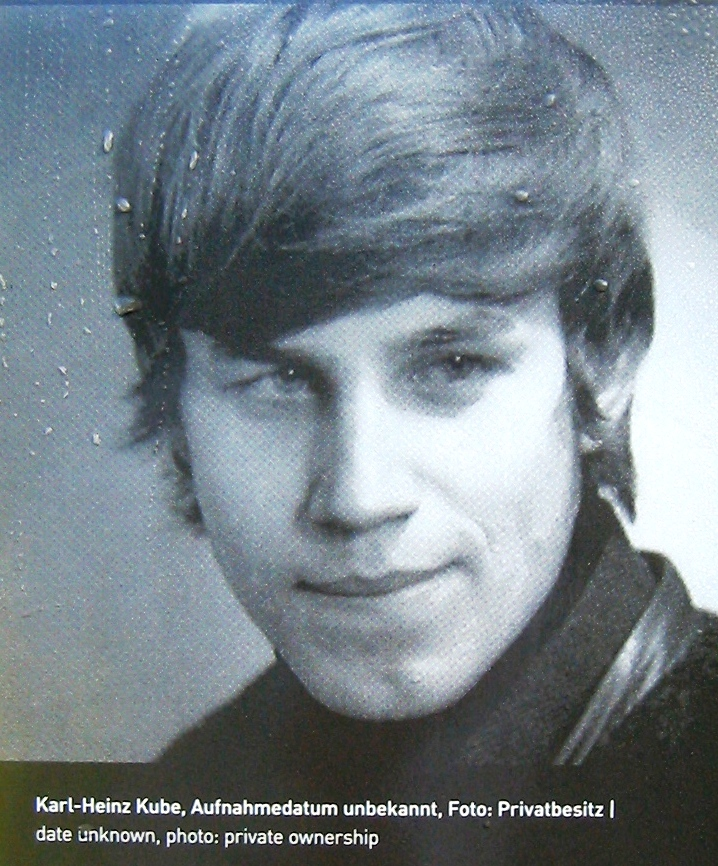
Karl-Heinz Kube

Karl-Heinz Kube (* 10. April 1949 in Ruhlsdorf; † 16. Dezember 1966 in Kleinmachnow) war ein Todesopfer an der Berliner Mauer.

## Leben

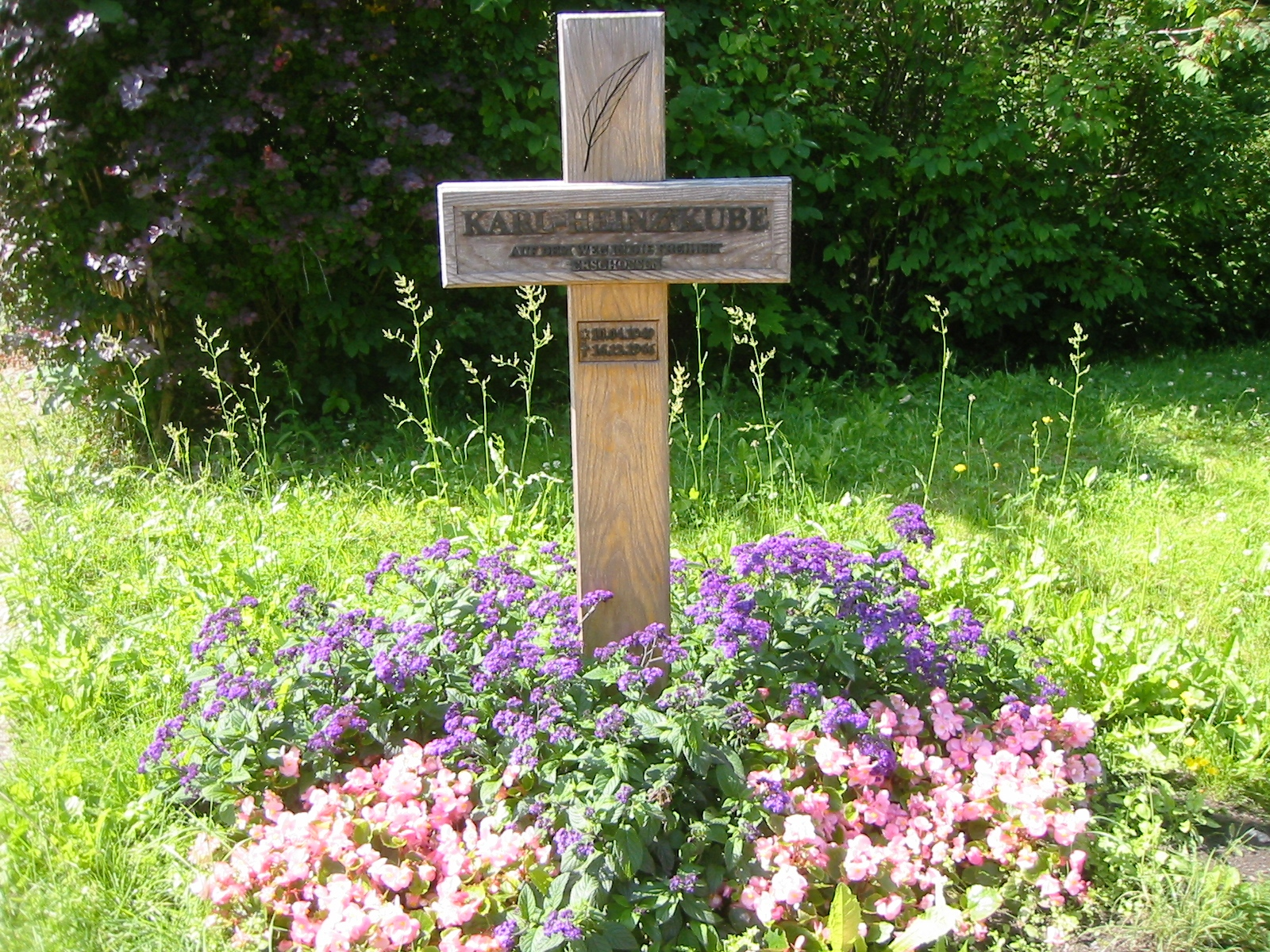
Gedenktafel am Haus Berlepschstraße, in Berlin-Zehlendorf

Karl-Heinz Kube wuchs in Ruhlsdorf bei Teltow mit vier Geschwistern auf. Mit 15 Jahren absolvierte er die Schule und arbeitete fortan im VEB Industriewerk Ludwigsfelde. Dort war er auch bei seinem Tod noch angestellt. Er störte sich am System der DDR und bevorzugte westliche Musik und Kultur. Wegen seiner Haltung wurde ihm angedroht, in einen Jugendwerkhof eingewiesen zu werden. Zusammen mit seinem Freund Detlev S. begann Kube daraufhin Fluchtpläne zu schmieden. Sie verwarfen ihre Pläne, den Teltowkanal zu durchschwimmen, die Grenze mit einem gestohlenen Auto zu durchbrechen oder ein Segelflugzeug zu stehlen.
Am 16. Dezember 1966 fuhr Karl-Heinz Kube mit Detlev S. auf einem Motorroller des Typs Berlin nach Kleinmachnow. Im Schutz der Dunkelheit überwanden sie eine Mauer und durchtrennten mit zwei mitgeführten Seitenschneidern Drahthindernisse, so dass sie in den Todesstreifen gelangten. Dort hatten sie als abschließendes Hindernis einen 2 bis 2,5 Meter hohen Zaun vor sich, als sie von einem Postenpaar entdeckt und unmittelbar unter Beschuss genommen wurden. Die Flüchtenden suchten Deckung in einem Graben, der aber von einem weiteren Postenpaar eingesehen werden konnte. Die Schüsse des zweiten Postenpaares trafen Karl-Heinz Kube in Kopf und Brust. Während Detlev S. festgenommen und mit einem Pkw weggefahren wurde, warfen die Grenzer den Verletzten auf die Ladefläche eines Lkw.
Zwei Wochen nach dem Vorfall bekamen die vier beteiligten Grenzsoldaten die Medaille für vorbildlichen Grenzdienst oder das Leistungsabzeichen der Grenztruppen verliehen. In einem Mauerschützenprozess mussten sie sich nach der Wiedervereinigung vor dem Bezirksgericht Potsdam verantworten. Dort wurden sie vom Vorwurf des gemeinschaftlichen Totschlags freigesprochen, weil das Gericht nicht feststellen konnte, welcher der Angeklagten für die tödlichen Schüsse verantwortlich war.